# Leo van Dongen
Leo van Dongen (Made, Brabante Septentrional, 2 de enero de 1942-Oosterhout, Brabante Septentrional, 17 de junio de 2011) fue un ciclista neerlandés, que compitió entre 1962 y 1970. Sus mayores éxitos fueron el triunfo en el Tour de Overijssel, Tour de Limburgo y el Delta Profronde en 1963. Corrió el Tour de Francia entre 1964 y 1966 y acabó segundo en dos etapas de 1965.